# Kongefasan
Kongefasan (Syrmaticus reevesii) er en stor fasan i slægten Syrmaticus. Den kommer oprindeligt  fra Kina. Den er opkaldt efter den britiske naturalist John Reeves, som var den første, der introducerede et levende eksemplar til Europa i 1831.

## Beskrivelse
Hannen måler 210 cm (83 in) i længden (halen kan måle op til 2.4 m (7.9 ft) i længden.) og vejer ca. 1500 g (3.371 lb). Hannens fjerdragt er lys med skaleret gylden hvid og rød, grå ben, brun iris. Den har bar rød hud omkring øjnene. Hovedet er hvidt med et smalt sort bånd omkring øjnene. Hannen har en meget lang sølv og hvid hale med kastanjefarvede striber. Kongefasanen er nævnt i Guinness World Records 2008 for at have de længste halefjer for nogen fuglart, denne rekord var ellers tilhørende Argus fasanen. 
Hunnerne måler 75 cm (30 in) i længden og vejer ca. 950 g (2.092 lb). De er brune med en sort krone, grå brune halefjer. 
Der findes ingen kendte underarter, men der findes en del variationer i fjerdragterne.

## Udbredelse og levesteder.
Kongefasanen oprinder fra de evigt grønne skove i det centrale og østlige Kina. De kan også bo på åbne steder, dog tæt på skoven. Halen hos hannerne vokser ca. 30 cm (12 in) hvert år.
De er blevet introduceret til jagt og som prydfugle i USA, Tjekkiet, Frankrig og Storbritannien. I de sidste tre lande har de opbygget en mindre ynglende bestand, og de bliver stadig lukket ud for jagt, ofte sammen med den almindelig fasan.
På grund af den til stadighed faldende mulighed for levesteder og rovjagt pga. man ønsker at spise den og bruge dens smukke lange halefjer, er kongefasanen kommet på IUCN-listen over truede arter. Det menes at der kun er omkring 2000 fugle tilbage i den vilde natur.

## Adfærd
Kongefasanen er en hårdfør fugl der er i stand til at tåle både varmt og koldt vejr. De foretrækker at have deres reder højt oppe. Hunnerne ligger 7-14 æg i april-maj, rugetiden er ca. 24-25 dage. Kongefasanen er ofte aggressiv over for mennesker, dyr og andre fasaner, især under ynglesæsonen.
Deres kald er, ulige andre jagtfugles, mere musisk. Deres kost består hovedsageligt at planter, korn og forskellige frø.